# UTC+13
UTC+13 je vremenska zona koja se koristi:

## Standardno vrijeme (cijela godina)
- Kiribati
  - Phoenix otok,Enderbury
- Tonga - Nuku'alofa

## Kao ljetno vrijeme (ljeto na južnoj hemisferi)
- Fidži
- Novi Zeland

## Vanjske poveznice
- Gradovi u vremenskoj zoni UTC+13